# ممثلية أذربيجان في رام الله
مكتب تمثيل جمهورية أذربيجان لدى دولة فلسطين هو الجهة الدبلوماسية العُليا لأذربيجان لدى دولة فلسطين. تأسست الممثلية في رام الله في عام 2023، وتقع في مدينة رام الله.

## التاريخ
في 10 أغسطس 2022، التقى رئيس وزراء دولة فلسطين محمد اشتية رئيس جمهورية أذربيجان إلهام علييف في مدينة قونيا التركية التي تستضيف الدورة الخامسة لألعاب التضامن الإسلامي، حيث ناقشا تعزيز الدعم والتعاون للشعب الفلسطيني، ودعاه لافتتاح سفارة لدى فلسطين.
في 21 نوفمبر 2022، رحبت وزارة الخارجية الفلسطينية بإعلان البرلمان الأذربيجاني موافقته على افتتاح مكتب تمثيلي للجمهورية لدى دولة فلسطين.
في 30 مارس 2023، استقبل الرئيس الفلسطيني محمود عباس بمقر الرئاسة وزير الخارجية الأذري جيحون بيراموف، وذكر له نية أذربيجان افتتاح ممثلية لدى دولة فلسطين.

## قائمة الممثلون
| الترتيب | رئيس البعثة الدبلوماسية  | تاريخ الاعتماد الدبلوماسي | تاريخ الانتهاء | رئيس أذربيجان | رئيس دولة فلسطين | ملاحظات                                                                        |
| ------- | ------------------------ | ------------------------- | -------------- | ------------- | ---------------- | ------------------------------------------------------------------------------ |
| الأول   | إلهام نظرلي (Q122317888) | 7 سبتمبر 2023             | لا يزال        | إلهام علييف   | محمود عباس       | أول ممثل لأذربيجان لدى فلسطين، أعاد تسليمها إلى الرئيس عباس في 24 فبراير 2024. |